# 陸田東出町
陸田東出町（くがたひがしでちょう）は、愛知県稲沢市の地名。

## 地理
稲沢市北東部に位置する。西は陸田本町、北は陸田高畑町に接する。

## 歴史

### 沿革
- 1977年（昭和52年） - 稲沢市陸田町の一部により、同市陸田東出町が成立[2]。

## 交通
- 愛知県道名古屋一宮線[1]

### WEB
1. ↑  “愛知県稲沢市の郵便番号一覧”.   日本郵便. 2023年11月11日閲覧。
2. ↑  “市外局番の一覧” (PDF).   総務省 (2022年3月1日). 2022年3月22日閲覧。

### 書籍
1. 1 2 3  「角川日本地名大辞典」編纂委員会 1989, p. 1595.
2. ↑  「角川日本地名大辞典」編纂委員会 1989, p. 498.